# Gaspar Llamazares

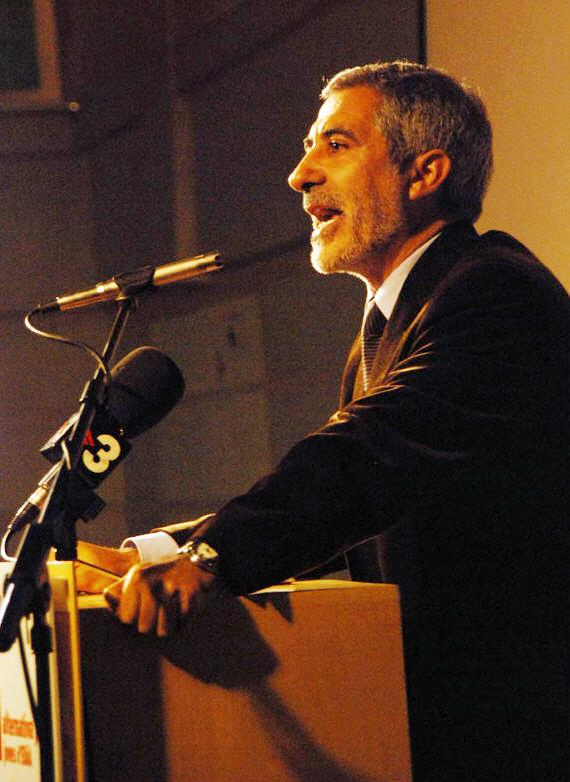
Gaspar Llamazares, 2006

Gaspar Llamazares Trigo (* 28. November 1957 in Logroño, La Rioja) ist ein spanischer Politiker, der von 2000 bis 2016 Parlamentsabgeordneter im spanischen Parlament war.
Von Beruf Arzt, trat er 1981 der PCE bei und wurde 1988 Generalsekretär der PCE von Asturien und Koordinator von Izquierda Unida. Von 1991 bis 2000 war er Abgeordneter und Fraktionsvorsitzender von Izquierda Unida im Parlament von Asturien.
Im Jahr 2000 folgte er dem aus Krankheitsgründen zurückgetretenen Julio Anguita als Koordinator der spanischen Vereinigten Linken. In seiner Zeit als Koordinator versuchte er besonders ökosozialistische Themen zu besetzen. Allerdings brachte dieser Themenschwerpunkt keine Wahlerfolge. Als Izquierda Unida bei den spanischen Parlamentswahlen 2008 nur 2 Sitze gewannen, trat er zurück und er wurde im Oktober 2008 in dieser Funktion durch Cayo Lara ersetzt. Bei den spanischen Parlamentswahlen 2004, 2008 und 2011 wurde er als Abgeordneter in Asturien gewählt.

## Schriften
- Gaspar Llamazares: El libro rojo de Gaspar Llamazares. Milyuno Historias, Madrid 2013, ISBN 978-84-937666-6-5